# Peugeot D3 e D4
Il D3 e il D4 erano due modelli di  furgone di taglia media prodotti complessivamente dal 1946 al 1965 dalla Casa automobilistica francese Peugeot.

## Profilo

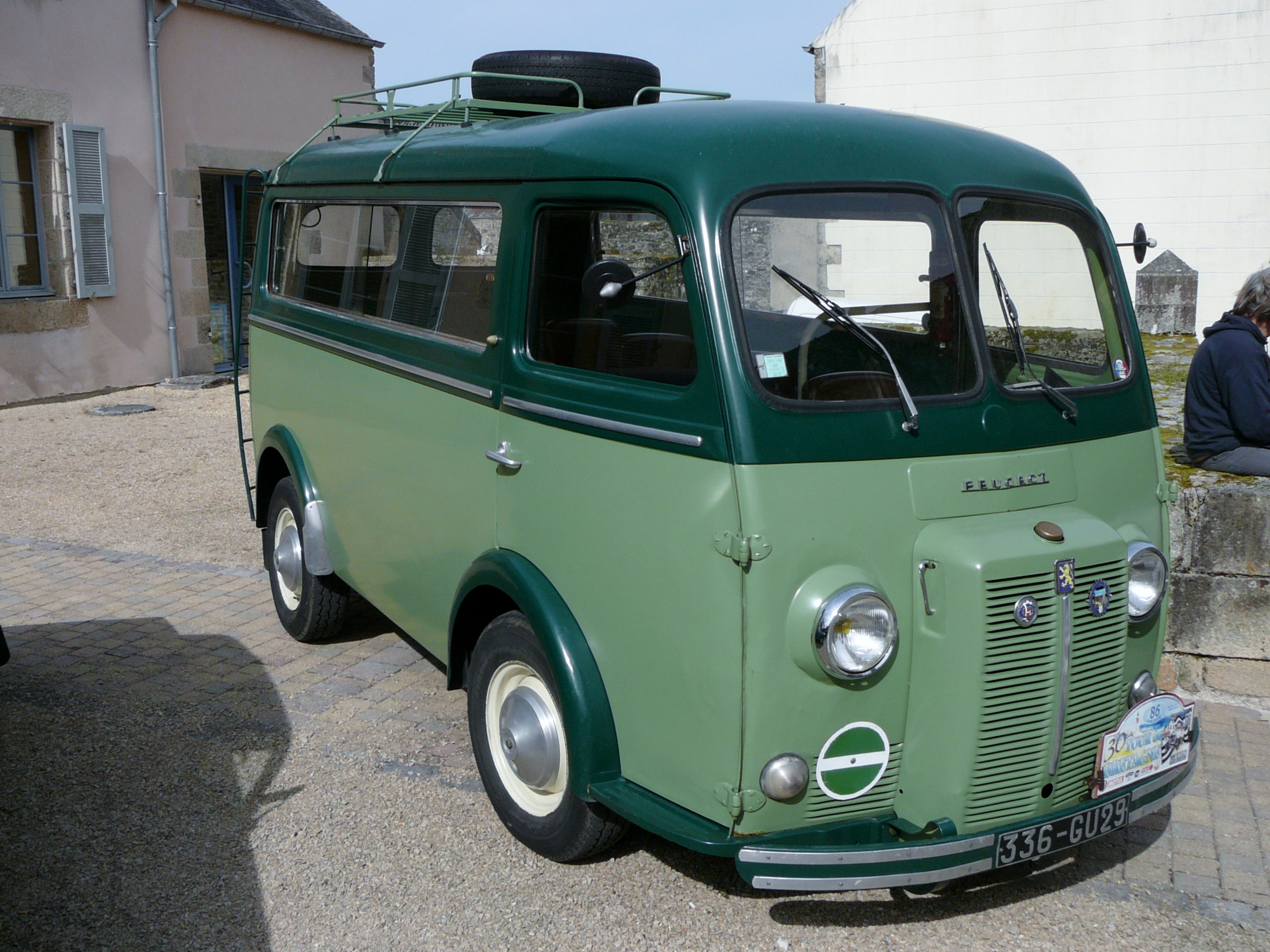
Esempio di D4 in versione minibus

Il modello traeva genesi da un furgone progettato prima della seconda guerra mondiale dalla marca Chenard & Walker. Nel 1946 fu disegnata questa carrozzeria molto tondeggiante e l'anno successivo venne adottato un motore Peugeot al posto del motore che equipaggiava inizialmente lo Chenard & Walker (a due cilindri paralleli e orizzontali, a due tempi). Si montò dunque un propulsore Peugeot a quattro cilindri in linea a quattro tempi. L'ingombro superiore di questo gruppo, unitamente all'impostazione a trazione anteriore con motore longitudinale a sbalzo e cambio tra le ruote, impose l'avanzamento del radiatore, conferendo al muso del veicolo la fisionomia sporgente che gli valse in patria il soprannome "nez de cochon" (=naso di maiale). La produzione cominciò nel 1946 con l'introduzione del D3. Il piccolo motore bicilindrico da soli 22 CV consentiva prestazioni modeste, con una velocità massima in carico di poco superiore ai 50km/h. Esse migliorarono con il propulsore Peugeot.
Trovò applicazioni come minibus, furgone dei pompieri e dell'ambulanza.

Il suo successore fu il D4, che fu introdotto a metà degli anni cinquanta e montava il motore dell'ormai vecchia Peugeot 202, da tempo fuori produzione. In seguito avrebbe montato anche il cambio della 203 e in seguito anche quello della 403.

Il D4 fu tolto di produzione nel 1965 per far posto al più moderno J7.